# Enchytraeus buchholzi
Espèce
Enchytraeus buchholzi ou Ver grindal est une espèce d'annélides. C'est un ver blanc aquatique d’environ 16 mm de longueur.
Il constitue une excellente nourriture vivante en aquariophilie d'eau douce, très utilisée car très riche et appréciée par presque tous les poissons.
Entre autres qualités, le ver grindal est exempt de germes pathogènes ; il est aussi très simple à élever et surtout très prolifique.